# Heerstaaien
Heerstaaien is een buurtschap  in de gemeente Alphen-Chaam in de Nederlandse provincie Noord-Brabant. Het ligt in het noordwesten van de gemeente, tussen de dorpen Ulvenhout en Strijbeek. De buurtschap Heerstaaien valt onder het dorp Strijbeek.

## Bezienswaardigheden
- Voormalige Marechausseekazerne en woningen aan de Strijbeekseweg 47.

Hoofdplaats: Alphen      Dorpen: Bavel (deels) · Chaam · Galder · Strijbeek · Ulvenhout (deels) 

Buurtschappen: Alphen-Oosterwijk · Anneville · Balleman · Boshoven · Boslust · Couwelaar · Chaamdijk · Dassemus · Druisdijk · Geersbroek · Ginderdoor  · Grazen · Heerstaaien · Heikant · Het Sas · Hondseind · Houtgoor · Kalishoek · Kerzel · Klooster · Kwaalburg · Leg · Looneind · Meijsberg · Notsel · Rakens · Snijders-Chaam · Terover · Venweg · 't Zand 

Noord-Brabant: Steden en dorpen      Nederland: Provincies · Gemeenten